# Dubiaranea insulsa
Dubiaranea insulsa là một loài nhện trong họ Linyphiidae. Loài này được phát hiện ở Ecuador.